# NDS Group
NDS Group Ltd. utvecklar lösningar för betal-TV. NDS grundades 1988 som ett israeliskt uppstartsföretag och blev sedan uppköpt av News Corporation 1992. Nuförtiden ligger företagets huvudkontor i Staines, Storbritannien. Den 15 mars 2012 meddelade det amerikanska företaget Cisco att de skulle köpa NDS för 5 miljarder USD.
De är mest kända för att ha utvecklat krypteringssystemet VideoGuard